# Sara Ahmed Maher
Sara Ahmed Maher (arab. ساره أحمد ماهر; ur. 15 sierpnia 1982) – egipska zapaśniczka walcząca w stylu wolnym. Czwarta na igrzyskach afrykańskich w 2003. Zdobyła trzy srebrne medale na mistrzostwach Afryki; w 2002, 2003 i 2004. Szósta i dziewiąta w Pucharze Świata w 2002 roku.